# LPAR
LPAR, del inglés logical partition, o partición lógica es un subconjunto de recursos de hardware de un ordenador virtualizados como un ordenador separado. Una máquina física puede dividirse en múltiples LPAR y cada LPAR se convierte en una máquina virtual independiente y puede contener sistema operativo diferente.
La tecnología fue desarrollada inicialmente por separado por Amdahl, Hitachi Data Systems e IBM para el mainframe de arquitectura ESA/390 a mediados de los años 1980 y continuó también para zSeries. Sin embargo, IBM más tarde extendió la idea hacia otros servidores mainframe, tales como iSeries y pSeries, en 1999 y 2001 respectivamente, aunque con distintas especificaciones técnicas.
Múltiples sistemas operativos son compatibles con LPAR, incluyendo z/OS, z/VM, z/VSE, z/TPF, AIX, GNU/Linux (incluyendo Linux en zSeries) e i5/OS. En sistemas de almacenamiento, tales como el IBM TotalStorage DS8000, pueden permitir que múltiples instancias virtuales de un array de almacenamiento existan dentro de una misma matriz física.
El particionamiento lógico se realiza principalmente en la capa de hardware. Dos LPAR pueden tener acceso a la memoria de un chip de memoria, dentro de los rangos de direcciones asignados, directamente sin solapamiento. Varias CPU pueden usarse para un LPAR o una CPU ser compartida entre varias LPAR. Una partición puede controlar indirectamente memoria controlada por otra partición pero solo por el mando de un proceso de la segunda partición. Si bien en un MDF de Amdahl es posible configurar una LPAR con CPUs compartidas o dedicadas no lo es con todos los tipos de mainframes.
En IBM los LPAR están gestionados por el PR/SM. Los modernos IBM operan exclusivamente en modo LPAR, incluso cuando solo hay una partición lógica en un host. Múltiples LPAR pueden formar un Sysplex o Sysplex paralelo, ya sea en un host o propagados a través de múltiples hosts.
En lo que respecta a seguridad permiten la combinación de múltiples entornos (desarrollo, pruebas de calidad, producción, trabajo, etc.) en el mismo sistema, lo que ofrece muchas ventajas, como disminución de costes y mayor velocidad de despliegue y mayor comodidad sin afectar a esta característica. LPAR en mainframes de IBM están certificados como Common Criteria EAL5, lo que los hace equiparables a equipos separados físicamente, sin interconexión alguna, así que son apropiados para los más altos requisitos de seguridad, incluidos los de uso militar. Casi todos los mainframes de IBM corren con múltiples LPAR (hasta 60 en los últimos modelos) de IBM System z9 y del sistema Z10.
- Datos: Q1798281